# Tiago Morais
Tiago Fontoura da Fonseca Morais (* 3. September 2003 in Espinho) ist ein portugiesischer Fußballspieler, der aktuell beim OSC Lille in der Ligue 1 unter Vertrag steht. In der Saison 2025/26 ist er an den portugiesischen Erstligisten Casa Pia AC ausgeliehen.

## Karriere

### Verein
Morais begann seine fußballerische Ausbildung beim SC Arcozelo, wo er 2011 begann. Nach drei Jahren wechselte er zu Boavista Porto, wo er ebenfalls drei Jahre verblieb. Anschließend spielte er ein Jahr in der Jugendakademie von Benfica Lissabon und ein weiteres Jahr beim Padroense FC. Im Sommer 2019 kehrte er zu Boavista in die B-Jugend zurück. Nach einigen Einsätzen für die U23-Mannschaft debütierte er im letzten Ligaspiel des Jahres 2020 bei einer 1:4-Niederlage gegen Sporting Braga für die Profis in der Liga Portugal. Dadurch wurde er zum jüngsten Ligadebütanten der Geschichte Boavistas. In der gesamten Saison 2020/21 spielte er viermal für die erste Mannschaft, war jedoch Stammspieler im U23-Team. In der Spielzeit 2021/22 bestritt er wettbewerbsübergreifend 16 Spiele, in denen er zwei Tore schoss. Nach zwei Ligaspielen wurde er für die restliche Spielzeit 2022/23 an den Zweitligisten Leixões SC verliehen. Hier traf er am 12. März 2023 (24. Spieltag) gegen den CF Estrela das erste Mal in seiner Profilaufbahn in der Segunda Liga. Insgesamt spielte er 28 Mal in der Liga und konnte drei Treffer erzielen. Nach seiner Rückkehr traf er am zweiten Saisonspieltag in der ersten Liga direkt das erste Mal, als er bei einem 4:1-Sieg über den Portimonense SC zudem eine Vorlage lieferte. Bis Ende Januar 2024 gelangen ihm sechs Tore und drei Vorlagen in 17 Saisonspielen.
Anschließend wechselte er noch im Wintertransferfenster in die französische Ligue 1 zum Meister von 2020 OSC Lille. Hier debütierte er am 4. Februar 2024 (20. Spieltag) nach Einwechslung gegen Clermont Foot.
Im Sommer 2024 wechselte Tiago Morais auf Leihbasis für ein Jahr zum Rio Ave FC. Im Sommer 2025 folgte eine weitere einjährige Leihe zum Casa Pia AC.

### Nationalmannschaft
Nach jeweils zwei Einsätzen für die U18- und U19-Junioren ist Morais seit Oktober 2023 für die portugiesische U21-Nationalmannschaft aktiv.